# Anna Płaza
Anna Płaza (ur. 26 lipca 1962 w Jedlni Letnisko) – polska agronom, profesor nauk rolniczych, pracuje na stanowisku profesora w Uniwersytecie Przyrodniczo-Humanistycznym w Siedlcach, Wydział Agrobioinżynierii i Nauk o Zwierzętach, Instytut Rolnictwa i Ogrodnictwa.

## Życiorys
Studia ukończyła w 1988 roku w ówczesnej Wyższej Szkole Rolniczo-Pedagogicznej w Siedlcach. Stopień doktora uzyskała w 1996 roku na tej samej Uczelni. Stopień doktora habilitowanego uzyskała w 2005 roku w ówczesnej Akademii Podlaskiej na podstawie rozprawy habilitacyjnej pt. „Nawożenie ziemniaka jadalnego biomasą międzyplonów i słomą jęczmienia jarego oraz następcze działanie na pszenżyto ozime[1]. Przeszła kolejne szczeble awansu zawodowego od asystenta, poprzez adiunkta, profesora nadzwyczajnego do stanowiska profesora. Tytuł profesora nauk rolniczych uzyskała w 2014 roku. Dyscyplina naukowa: rolnictwo i ogrodnictwo, specjalności: agrotechnika roślin okopowych, zbożowych i pastewnych, ze szczególnym uwzględnieniem stosowania nawozów zielonych z międzyplonów i ich działanie następcze; nawożenie ziemniaka jadalnego wsiewkami międzyplonowymi w integrowanym i ekologicznym systemie produkcji; wykorzystanie preparatów bakteryjnych w innowacyjnej technologii uprawy zbóż w zrównoważonym i ekologicznym systemie produkcji. Jest autorką lub współautorką 320 prac i 5 książek. Wypromowała 3 doktorów.
Organizacje: członek Polskiego Towarzystwa Agronomicznego od 1990 r.[3]; członek Polskiego Towarzystwa Gleboznawczego w latach 2002-2016.

## Wyróżnienia
- Medal 30-lecia za zasługi dla Wydziału Rolniczego – AP w Siedlcach 2007 r.
- Srebrny Krzyż Zasługi – 2012 r.
- Odznaka Honorowa „zasłużony dla rolnictwa” – 2015 r.